# Dmitri Wladimirowitsch Kombarow
Dmitri Wladimirowitsch Kombarow (russisch Дмитрий Владимирович Комбаров; englisch Dmitri Kombarov; * 22. Januar 1987 in Moskau, UdSSR) ist ein russischer Fußballtrainer sowie ehemaliger Fußballspieler. Zuletzt stand der Mittelfeldspieler bei Krylja Sowetow Samara unter Vertrag. Sein Zwillingsbruder Kirill Kombarow spielte ebenfalls bei Spartak.

## Karriere

### Verein
Kombarow fing im Alter von vier Jahren an, Fußball zu spielen. 1993 traten er und sein Bruder in die Fußball-Akademie von Spartak Moskau ein. Nach einem Konflikt mit ihrem Jugendtrainer verließen sie jedoch Spartak und wechselten zum Stadtrivalen  Dynamo Moskau.
2005 debütierte Dmitri in der Profimannschaft von Dynamo in einem Pokalspiel gegen Dynamo Brjansk. Im August 2010 verließen die Brüder Dynamo Moskau und wechselten zurück zu Spartak.

### Nationalmannschaft
Bei der Fußball-Europameisterschaft 2016 in Frankreich wurde er in das russische Aufgebot aufgenommen. Er wurde einmal eingesetzt: Im dritten Spiel gegen Wales stand er in der Startelf. Das Team verlor 0:3 und schied damit aus dem Turnier aus.

## Erfolge
- Russischer Meister: 2017

## Privates
Dmitri Kombarow ist seit dem 2. September 2011 mit seiner Frau Tatjana verheiratet. Am 24. Februar 2012 wurde die gemeinsame Tochter Uljana geboren.